# Las Galletas
Las Galletas è una località che fa parte del comune di Arona nel sud dell'isola di Tenerife (Isole Canarie, Spagna, Africa).
La località è emersa come una popolazione dedita alla pesca e come un luogo di ritrovo per i pescatori. Oggi è una località turistica e ha diversi servizi. Le celebrazioni della località si celebrano ogni 13 agosto in onore di san Cassiano di Imola.

## Geografia
Si trova di fianco alla frazione di Costa del Silencio e con questa costituisce la principale zona turistica marittima del comune di Arona.
Si divide in 8 nuclei abitati, di cui il principale è l'omonimo Las Galletas.
Gran parte della frazione si trova all'interno delle aree protette Malpaìs de La Rasca e Monumento natural de la Montaña de Guaza.

## Infrastrutture
Dopo essere stata per tanti anni solamente una località di pescatori, negli anni è diventata una località turistica e i servizi sono aumentati a dismisura. Oggi all'interno di La Galletas sono presenti: tre scuole, un centro culturale, bar, farmacie, uno studio medico, un ufficio di informazioni turistiche, ristoranti, banche, un parco giochi, un ufficio postale, un centro sportivo, negozi, un porto, una chiesa, un'area camper, spiagge attrezzate e non, un faro, un campo da golf e un mercato del pesce.

## Demografia
| Nucleo       | Abitanti | Abitanti | Abitanti | Abitanti | Abitanti | Abitanti | Abitanti | Abitanti | Abitanti | Abitanti | Abitanti | Abitanti | Abitanti | Abitanti | Abitanti |
| Nucleo       | 2000     | 2001     | 2002     | 2003     | 2004     | 2005     | 2006     | 2007     | 2008     | 2009     | 2010     | 2011     | 2012     | 2013     | 2014     |
| La Estrella  | 302      | 323      | 419      | 465      | 494      | 619      | 640      | 660      | 685      | 709      | 673      | 650      | 649      | 649      | 683      |
| Las Galletas | 2046     | 2370     | 2883     | 3095     | 3332     | 3623     | 3570     | 3558     | 3556     | 3518     | 3378     | 3090     | 3225     | 3410     | 3500     |
| Las Rosas    | 745      | 882      | 1188     | 1528     | 1720     | 1919     | 2315     | 2537     | 2725     | 2869     | 2918     | 2702     | 2810     | 2943     | 2939     |
| Diseminado   | 100      | 89       | 79       | 25       | 32       | 27       | 23       | 27       | 19       | 18       | 20       | 15       | 15       | 14       | 19       |
| TOTALE       | 3193     | 3664     | 4569     | 5113     | 5578     | 6188     | 6548     | 6782     | 6985     | 7114     | 6989     | 6457     | 6699     | 7016     | 7141     |

## Attrazioni
- Camping Nauta
- Centro Comercial Marina Sur
- Faro de La Rasca
- Golf de Los Palos
- Malpaís de La Rasca
- Mercado de Pescado
- Playa de El Callao
- Playa de Las Galletas
- Puerto Deportivo Marina del Sur
- Parroquia de San Casiano